# ال لیمن (آراگوا)
ال لیمن (به اسپانیایی: El Limón) یک شهر در ونزوئلا است که در ایالت آراگوآ واقع شده‌است. ال لیمن ۵۲٫۱۲ کیلومتر مربع مساحت و ۱۰۶٬۲۰۶ نفر جمعیت دارد و ۴۸۳ متر بالاتر از سطح دریا واقع شده‌است.